# Glühwein

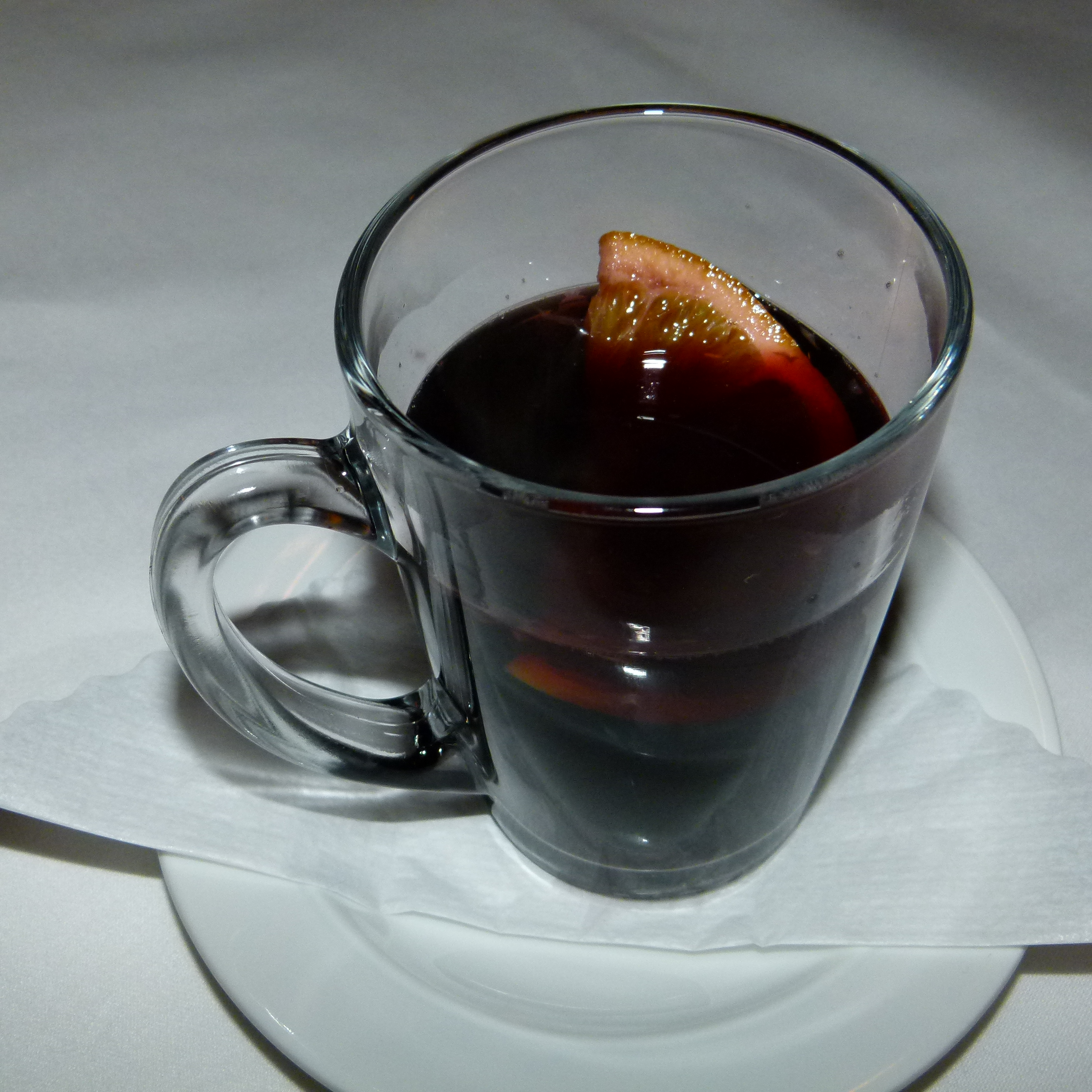
Glühwein auf Rotweinbasis

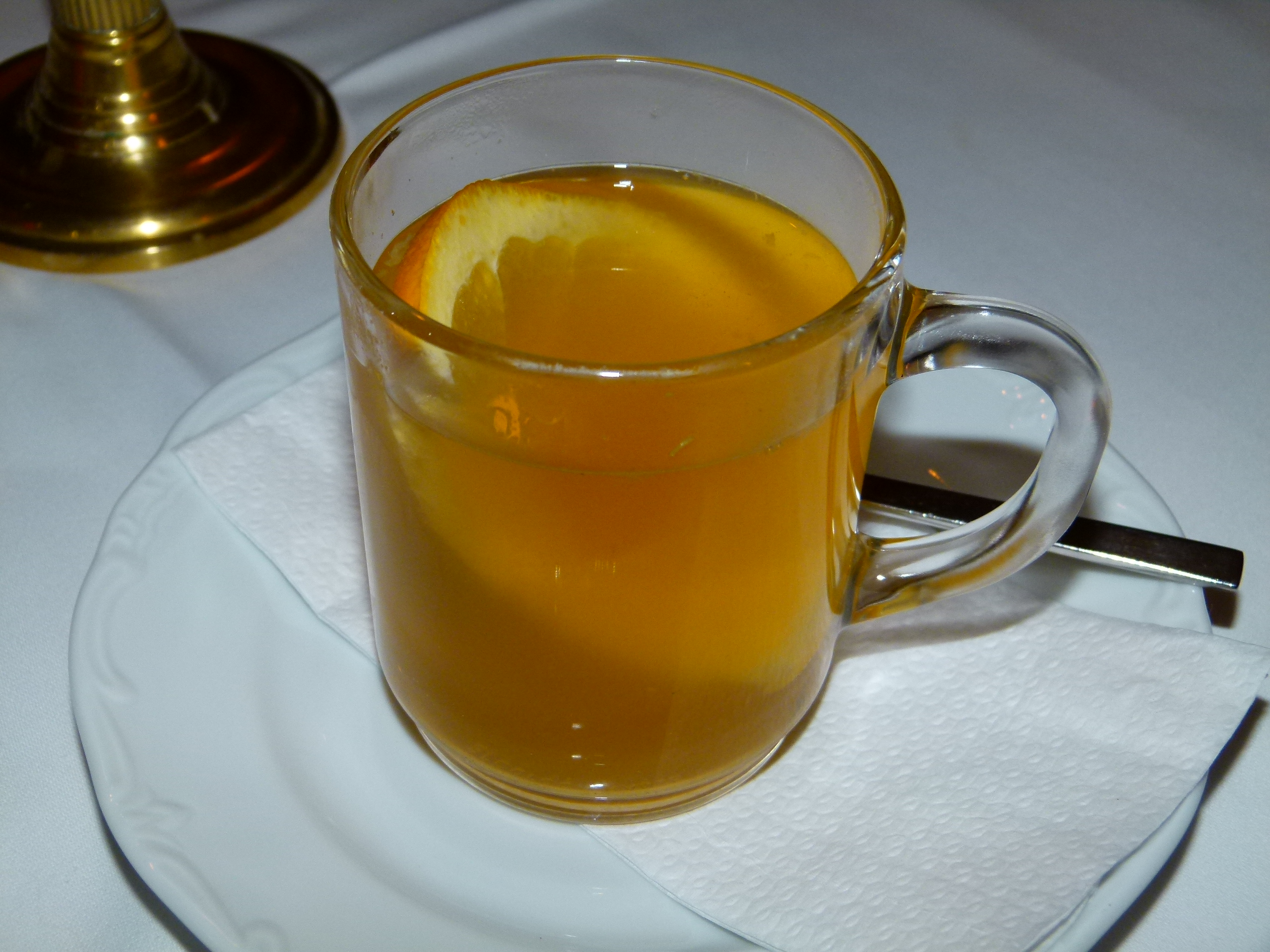
Glühwein auf Weißweinbasis

Glühwein (in der Schweiz auch Heisswein, Warmwein oder mundartlich Warmer Wii, in Graubünden Weinwarm) ist ein alkoholhaltiges Heißgetränk, das in Mitteleuropa traditionell in der Adventszeit, häufig auf Weihnachtsmärkten, getrunken wird. Daneben ist abgefüllter Glühwein unterschiedlicher Qualität für Privathaushalte in der Vorweihnachtszeit im Handel erhältlich. Ähnliche Getränke sind Glögg, Grog, Punsch und Feuerzangenbowle.

## Geschichte
Der Vorläufer des Glühweins ist das Conditum Paradoxum aus der Antike. Im Mittelalter waren kalt getrunkene Würzweine beliebt, wie der Hypocras, die in den Gewürzzutaten und im Geschmack dem heutigen Glühwein vermutlich ähnlich waren.
Das wohl älteste überlieferte Glühweinrezept Mitteldeutschlands stammt von August Josef Ludwig von Wackerbarth vom 11. Dezember 1834: Pro Kanne (knapp ein Liter) vier Loth (ein Loth entspricht knapp 16 Gramm) Zimt, zwei Loth Ingwer, ein Loth Anis, ein Loth Granatapfel, ein Loth Muskatnüsse, ein Loth Kardamom sowie ein Gran (heute rund 60 Milligramm) Safran, gesüßt mit Zucker oder Honig.
Im Jahr 1845 wurde Glühwein wie folgt beschrieben:

„Man setzt ½ Flasche guten Rotwein mit 2 oder 3 Gewürznelken und etwas Zimt verdeckt aufs Feuer, dann süßt man ihn nach Geschmack und läßt ihn 2–3 Minuten kochen. Man serviert ihn in Gläsern, nachdem man ihn vorher durch ein Sieb gegossen hat.“

Als in Flaschen abgefülltes, fertiges Produkt gibt es Glühwein seit Winter 1956 zu kaufen, als Rudolf Kunzmann in einer kleinen Ein-Mann-Weinkellerei in Augsburg-Pfersee mit Zucker und Gewürzen versetzten Wein erstmals in Flaschen füllte und als Glühwein verkaufte. Da damals Zucker als Zutat noch verboten war, verhängte das Marktamt der Stadt Augsburg einen Bußgeldbescheid wegen Verstoßes gegen das Weinrecht. Dieser Bußgeldbescheid ist Beleg für den ersten in Flaschen abgefüllten Glühwein in Deutschland. Später wurde das Weinrecht geändert und Glühwein somit legalisiert.
Heutzutage gehört die Gerstacker Weinkellerei Likörfabrik GmbH in Nürnberg zu den größten Produzenten von Glühwein mit einem Anteil von mehr als 90 % am gesamten deutschen Glühweinmarkt und 98 % am Glühweinverkauf des deutschen Einzelhandels.

## Herstellung

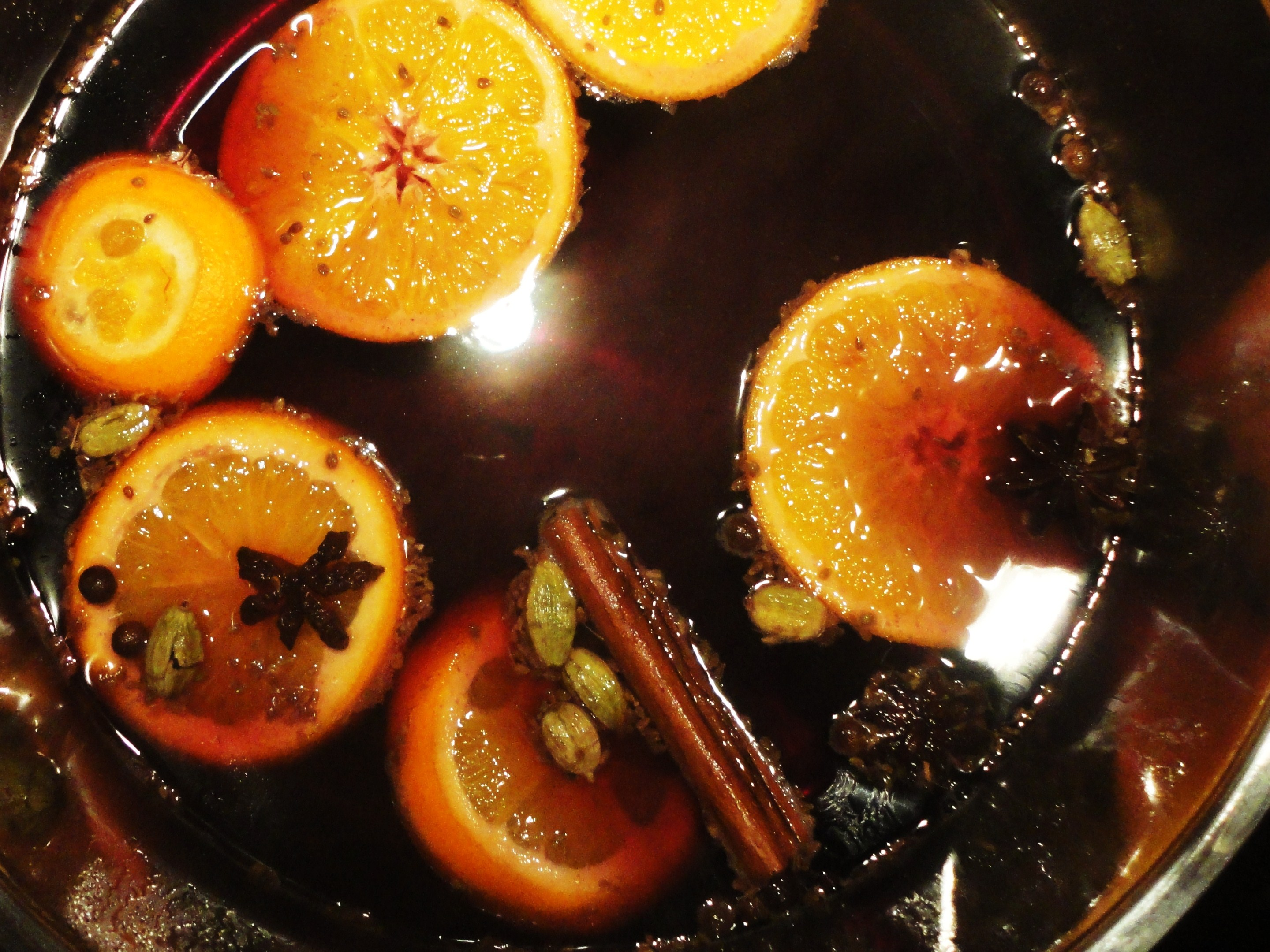
Glühweinzubereitung im Topf

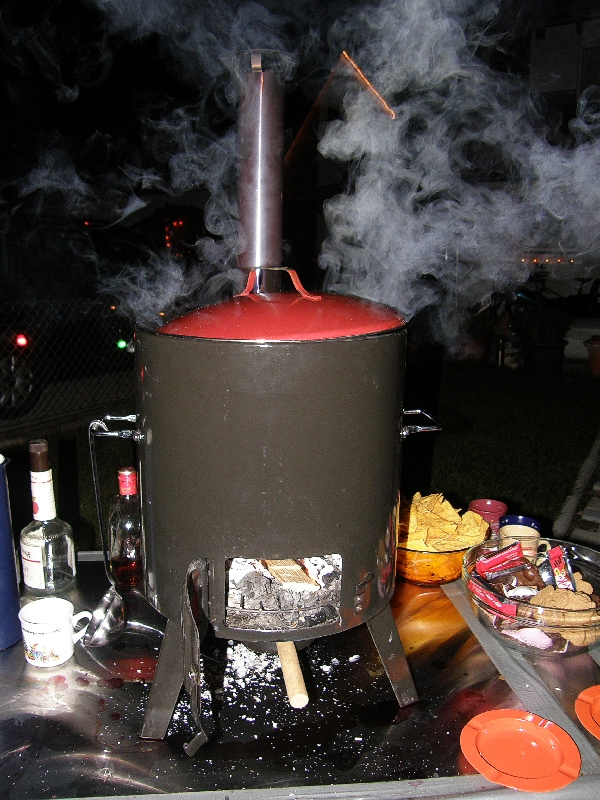
Ein mit Holz befeuerter Glühweinkocher

Zur Herstellung von Glühwein wird roter oder weißer Wein mit verschiedenen Gewürzen (üblicherweise Zimt, Gewürznelken, Zitronenschale, Sternanis) erhitzt und nach Geschmack gesüßt. Bei der Zubereitung sollte der Glühwein keinesfalls über 80 °C erhitzt werden, da der im Glühwein enthaltene Alkohol ab 78 °C verdampft, die Gewürze ihren Geschmack nachteilig verändern und das Zuckerabbauprodukt Hydroxymethylfurfural entsteht, das unter dem Verdacht steht, krebserregend zu sein. Der Mindestalkoholgehalt des im Einzelhandel erhältlichen Glühweins ist gesetzlich auf 7 % Vol. festgelegt.
Industriell produzierter Glühwein wird häufig aus Massenweinen niederer Qualität hergestellt und dann sehr stark gesüßt, um den Gütemangel des verwendeten Weins zu kaschieren. Dieser Glühwein wird häufig in großen Flaschen oder Getränkekartons billig angeboten. Bessere Qualitäten werden, aufbauend auf körperreichen Weinen, als Winzerglühwein verkauft.
Je nach Region werden unterschiedliche Weine verwendet. In Deutschland wird im Allgemeinen Rotwein gewählt, im nördlichen Italien oft Weißwein, in Österreich kommt beides vor. Aus Hessen und Unterfranken kommt eine Spielart, die mit Apfelwein hergestellt wird. In Nürnberg wird ebenfalls ein Glühwein aus Weißwein produziert, der in Franken weit verbreitet ist.
Bei den branntweinhaltigen Varianten mit Rum, Weinbrand oder Likören wie Amaretto handelt es sich genau genommen nicht um Glühwein, sondern um Punsch:

„Das Erzeugnis Glühwein ist definiert als aromatisiertes Getränk, welches ausschließlich aus Rotwein oder Weißwein hergestellt und hauptsächlich mit Zimt und/oder Gewürznelken gewürzt wird. Der Mindestalkoholgehalt des Getränkes beträgt 7 % (Vol%).“

„Glühwein ist ein aromatisiertes weinhaltiges Getränk […] Der Zusatz von Wasser ist verboten. […] Der vorhandene Alkoholgehalt eines Glühweins muss mind. 7 % vol und weniger als 14,5 % vol betragen.“

Bei dem auf Weihnachtsmärkten oftmals angebotenen „Kinderglühwein“ handelt es sich nicht um Wein, sondern um erhitzten aromatisierten und teilweise zusätzlich gesüßten Fruchtsaft.

## Winzerglühwein
Der Winzerglühwein darf nur aus dem Ausgangsstoff Wein und diversen Gewürzen und Aromen bestehen. Er darf nicht mit Wasser oder Säften gestreckt werden. Zur Süßung des Winzerglühweins dürfen nur natürliche Zuckerstoffe verwendet werden.
Damit ein Glühwein Winzerglühwein genannt werden darf, muss dieser aus den Trauben des Winzers gewonnen werden, die er aus seinen Rebflächen erntet. Außerdem muss der Winzer den Glühwein in seinem Betrieb selber herstellen.

## Glühweinbecher
Glühweinbecher sind meist aus Glas oder Keramik. Die Rohlinge der Glühweinbecher kommen meist aus China. Auf den Weihnachtsmärkten wird häufig eine Pfandgebühr erhoben. Marktführer ist die Dürener Firma Mohaba, die ebenfalls in China herstellen lässt.